# شهرستان پاتنم (ایندیانا)
شهرستان پاتنم، ایندیانا (به انگلیسی: Putnam County, Indiana) شهرستانی در ایالات متحده آمریکا است که در ایندیانا واقع شده‌است.